# Liste der Lieder von Bella Thorne
Die nachfolgende Liste beinhaltet alle von der US-amerikanischen Sängerin Bella Thorne aufgenommenen und veröffentlichten Lieder mit deren Autoren, Alben und Erscheinungsjahren.

## B
| Titel                       | Autoren                                                               | Album                                        | Jahr |
| --------------------------- | --------------------------------------------------------------------- | -------------------------------------------- | ---- |
| Bad Case of U               | —                                                                     | Mostly Ghostly: Have You Met My Ghoulfriend? | 2014 |
| Blow the System             | David Dawood, Natalia Hajjara, Darryl Connell, Philippe-Marc Anquetil | Shake It Up: I Love Dance                    | 2013 |
| Boyfriend Material          | Charlotte Aitchison, Allan Grigg                                      | Jersey                                       | 2014 |
| Bubblegum Boy (mit Pia Mia) | —                                                                     | —                                            | 2011 |

## C
| Titel                                    | Autoren                                               | Album                     | Jahr |
| ---------------------------------------- | ----------------------------------------------------- | ------------------------- | ---- |
| Call It Whatever                         | Pär Westerlund, Rickard Göransson, Skyler Stonestreet | Jersey                    | 2014 |
| Can't Stay Away (IM5 feat. Bella Thorne) | —                                                     | —                         | 2012 |
| Christmas Wrapping                       | Chris Butler                                          | Disney Holidays Unwrapped | 2013 |
| Contagious Love (mit Zendaya)            | Lambert Waldrip, Miranda R. Johnson, Anya Vasilenko   | Shake It Up: I Love Dance | 2013 |

## F
| Titel                                  | Autoren     | Album                      | Jahr |
| -------------------------------------- | ----------- | -------------------------- | ---- |
| Fashion Is My Kryptonite (mit Zendaya) | Ben Charles | Shake It Up: Break It Down | 2012 |

## G
| Titel                    | Autoren                            | Album                     | Jahr |
| ------------------------ | ---------------------------------- | ------------------------- | ---- |
| Get'cha Head in the Game | Ray Cham, Greg Cham, Andrew Seeley | Shake It Up: I Love Dance | 2013 |

## J
| Titel  | Autoren                                                           | Album  | Jahr |
| ------ | ----------------------------------------------------------------- | ------ | ---- |
| Jersey | Bella Thorne, Bebe Rexha, Jon Redwine, Bobby Brackins, Jazy Paris | Jersey | 2014 |

## L
| Titel                               | Autoren | Album                        | Jahr |
| ----------------------------------- | --- | ---------------------------- | ---- |
| Let's Get Tricky (mit Roshon Fegan) | Joseph Smart, Sergio Cabral, Julian Davis, Sarai Howard, Yusef Jackson, Michael Klein, Susan Paroff, Ali Dee | Disney Channel: Play It Loud | 2014 |

## M
| Titel                       | Autoren                                                       | Album                                    | Jahr |
| --------------------------- | ------------------------------------------------------------- | ---------------------------------------- | ---- |
| Made in Japan (mit Zendaya) | Niclas Molinder, Joacim Persson, Johan Alkenas, Charlie Mason | Shake It Up: Live 2 Dance; Made in Japan | 2012 |

## O
| Titel          | Autoren                                              | Album  | Jahr |
| -------------- | ---------------------------------------------------- | ------ | ---- |
| One More Night | Bella Thorne, Bebe Rexha, Leah Haywood, Daniel James | Jersey | 2014 |

## P
| Titel       | Autoren                        | Album  | Jahr |
| ----------- | ------------------------------ | ------ | ---- |
| Paperweight | Ian Kirkpatrick, Lindy Robbins | Jersey | 2014 |

## R
| Titel                             | Autoren                                    | Album                           | Jahr |
| --------------------------------- | ------------------------------------------ | ------------------------------- | ---- |
| Ring Ring (Hey Girls)             | Charity Daw, Sam Hollander, Josh Edmondson | Disney Channel: Play It Loud    | 2014 |
| Rockin' Around the Christmas Tree | Johnny Marks                               | Disney Channel Holiday Playlist | 2012 |

## T
| Titel                        | Autoren                                    | Album                     | Jahr |
| ---------------------------- | ------------------------------------------ | ------------------------- | ---- |
| The Same Heart (mit Zendaya) | Toby Gad, Lindy Robbins                    | Shake It Up: Live 2 Dance | 2012 |
| This Is My Dance Floor       | Aris Archontis, Chen Neeman, Jeannie Lurie | Shake It Up: I Love Dance | 2013 |
| TTYLXOX                      | Jeannie Lurie, Aris Archontis, Chen Neeman | Shake It Up: Live 2 Dance | 2012 |

## W
| Titel                  | Autoren                            | Album                      | Jahr |
| ---------------------- | ---------------------------------- | -------------------------- | ---- |
| Watch Me (mit Zendaya) | Ben Charles, Aaron Harmon, Jim Wes | Shake It Up: Break It Down | 2011 |